# Whitney Glacier
Whitney Glacier är en glaciär i Antarktis. Den ligger i Västantarktis. Nya Zeeland gör anspråk på området. Whitney Glacier ligger 625 meter över havet.
Terrängen runt Whitney Glacier är varierad. Trakten är obefolkad. Det finns inga samhällen i närheten.